# Miacis
Miacis ist eine ausgestorbene Gattung fleischfressender Säugetiere, deren Vertreter im Paläozän und im Eozän in Nordamerika und Eurasien lebten. Miacis und Verwandte gelten als Vorfahren der heutigen Bären, Hunde und Katzen.

## Beschreibung
Arten der Gattung Miacis wurden etwa 30 Zentimeter lang; damit erreichten sie die Länge eines heutigen Wiesels. Sie hatten an jedem Fuß fünf Krallen und im Maul 44 Zähne. Sie besaßen einen langen Schwanz, kurze Beine und einen langen Körper. Insgesamt wirkten sie hundeartig.

## Lebensweise
Arten der Gattung Miacis lebten in Wäldern und kletterten marderartig auf Bäumen. Sie waren zuvörderst Fleischfresser, fraßen aber vermutlich auch manchmal Früchte und Eier. Als Beutetiere gelten kleinere Reptilien, kleine Säugetiere und Vögel.
Ihr Gehirn war im Verhältnis zu ihrer Körpermasse sehr groß. Es war zudem viel größer als das Gehirn der ebenfalls fleischfressenden Creodonten.

## Lebensraum
Im Paleozän und Eozän war die ganze Erde von Wäldern bedeckt. Ein perfekter Lebensraum für kleine Raubtiere wie Miacis.
Miacis teilte seinen Lebensraum mit kleinen ebenfalls baumbewohnenden Säugetieren wie zum Beispiel Ptilodus. Das drei Meter lange Säugetier Titanoides dagegen lebte auf dem Waldboden und in Sümpfen. Obwohl Miacis ein Raubtier war, war er nicht der Topräuber seiner Zeit. Der Riesenvogel Gastornis machte damals die Wälder unsicher. Auch der Therapside Chronoperates lebte im Paläozän.
Miacis war zu seiner Zeit sehr häufig. Als dann jedoch am Ende des Eozäns die Wälder verschwanden und sich größere Raubtiere wie die Mesonychier, die Hyaenodonta und die Oxyaenodonta ausbreiteten, starb Miacis aus.

## Systematik

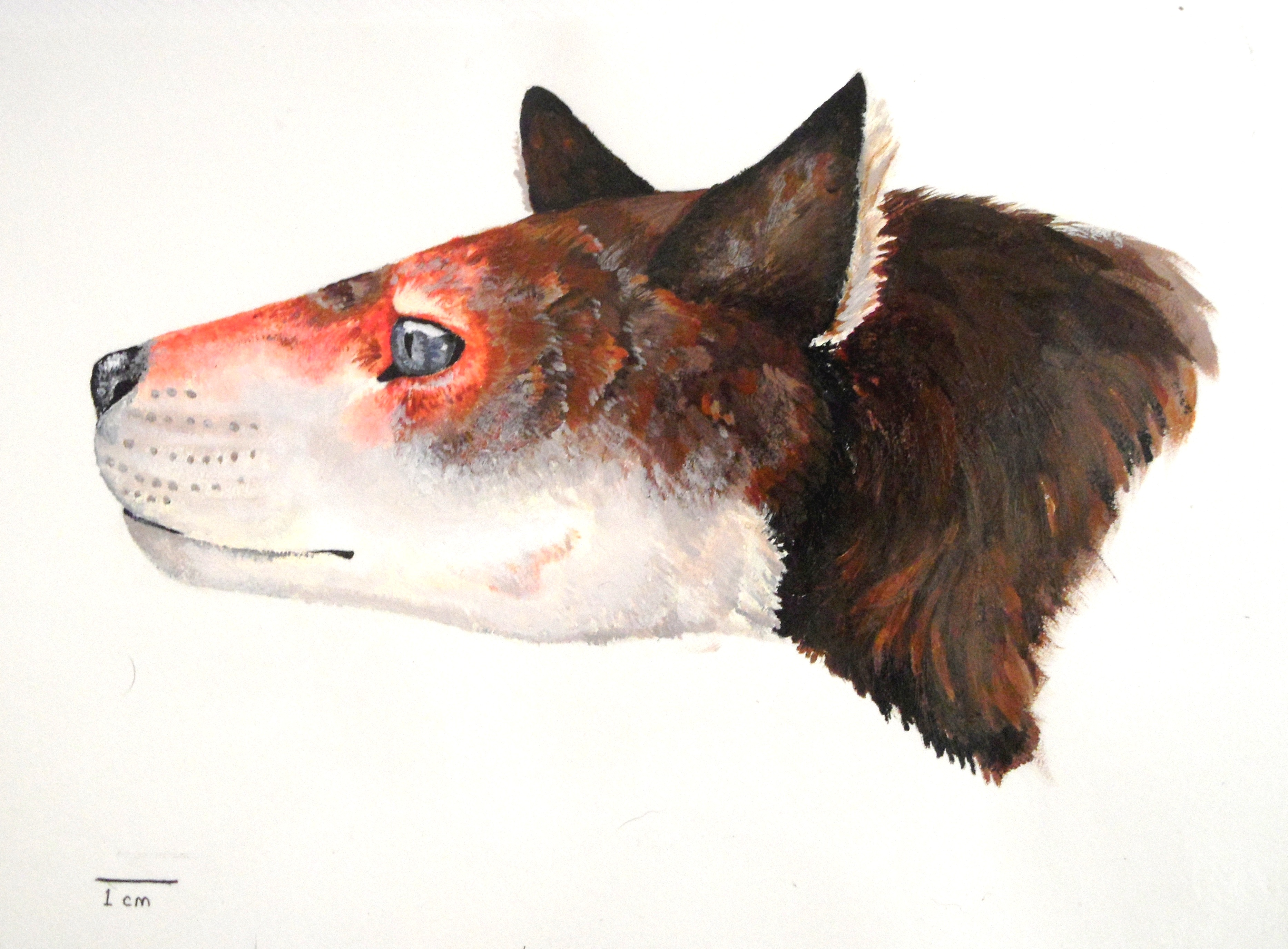
Lebendrekonstruktion von Miacis cognitus, der größten Art der Gattung Miacis

Zu der Gattung Miacis gehören achtzehn Arten.
- Miacis australis
- M. cognitus
- M. deutschi
- M. exiguus
- M. hargeri
- M. hookwayi
- M. igniculus
- M. invictus
- M. latidens
- M. latouri
- M. lushiensis
- M. medius
- M. parvivorus
- M. petilus
- M. sylvestris
- M. vulpinus
- M. washakius
- M. uintensis